# Parque Natural Ôbo
Parque Natural Ôbo de São Tomé e Príncipe (Natuurpark Ôbo van Sao Tomé en Principe) is een nationaal park van Sao Tomé en Principe. Het park bestaat uit twee delen. Het ene beslaat zo'n 235 van de 854 km² van het eiland Sao Tomé, met name in het midden en zuidwesten van het eiland. Het andere beslaat de volledige zuidelijke helft (65 van de 136 km²) van het eiland Principe.
Voor het grootste deel is het park een tropisch regenwoud, hoewel er ook stukken mangrove en savanne zijn. Het park is zeer interessant voor biologisch onderzoek en ecotoerisme. Zo zijn er meer dan honderd vogelsoorten, waaronder meer dan twintig soorten die endemisch zijn en dus nergens anders dan in Sao Tomé en Principe voorkomen.